# Divna Veković
Divna Veković (czarn. Дивна Вековић, ur. 1886 w Lužacu w gminie Berane, zm. 1944 lub 1945 w miejscowości Zidani Most) – pierwsza czarnogórska lekarka. Była też pisarką i tłumaczką.

## Życiorys
Rodzicami Divny Veković byli Tole i Uroša Veković. Divna uczyła się w monasterze Đurđevi stupovi w Beranach oraz w Skopje i Cetyni. Następnie otrzymała stypendium Instytutu Dziewcząt im. Cesarzowej Marii, dzięki któremu mogła wyjechać do Francji. Tam ukończyła szkołę akuszerek w Amiens. Studiowała też medycynę na Uniwersytecie Paryskim i odbyła dwuletnie szkolenie stomatologiczne.
Podczas I wojny światowej Veković współpracowała z Międzynarodowym Ruchem Czerwonego Krzyża na froncie salonickim. Organizowała liczne kampanie humanitarne, wysyłała żywność, wszelką pomoc materialną oraz leki. Król Serbii Piotr I Karadziordziewić uhonorował ją za to Orderem Gwiazdy Jerzego Czarnego.
Veković jako pierwsza przetłumaczyła czarnogórską epopeję narodową Górski wieniec, wydaną w 1847 roku, na język francuski. Król Mikołaj I Petrowić-Niegosz nagrodził ją za to cenną broszką z jego portretem. Tłumaczyła też dzieła pediatry i poety Jovana Jovanovicia Zmaja (1833–1904) oraz bajki i legendy autorstwa Vuka Stefanovicia Karadžicia (1787–1864). Napisała także wiele słowników, które zostały wydane między innymi w Paryżu i Belgradzie. Za swoją pracę językoznawczą otrzymała Order Narodowy Legii Honorowej. Publikowała również prace etnologiczne. Oprócz serbskiego i francuskiego mówiła również po włosku, angielsku i rosyjsku.
W 1926 roku Veković uzyskała doktorat na uniwersytecie w Belgradzie za rozprawę pt. Крвни умир na temat chirurgii naczyniowej.
Zmarła w 1944 lub 1945 roku w okolicznościach, których nigdy nie wyjaśniono. Jako zwolenniczka monarchii uciekła pod koniec wojny z kilkoma tysiącami serbskich uchodźców z Czarnogóry pod opieką duchową metropolity Lipovaca wraz z oddziałami czetników ppłk. Pavla Đurišića na tereny Słowenii. Podaje się, że w Zidanim Moście została rozpoznana przez partyzantów Tito oraz, jak wielu innych, zabita strzałem w głowę i wrzucona do Sawy.

## Wybrane prace
- Крвни умир – rozprawa doktorska
- Француска граматика (Grammaire franco-serbe). Paryż 1916.
- Српско-француски разговори – Manuel de conversation serbe-français. Rodstein, Paryż 1916.
- Dictionnaire serbe-français (avec prononciation figurée). Rodstein, Paryż 1917.
- Француско-српски речник – Dictionnaire français-serbe. Rodstein, Paryż.
- Француско-српски речник. награђен од стране Француске Академије наука (Francusko-srpski rečnik) Геца Кон, Belgrad 1924.
- Српско-француски речник. награђен од стране Француске академије наука. Геца Кон, Belgrad 1924.
- Francuski učitelj za jugoslovenske iseljenike u Francuskoj – Guide de la langue française pour les Yougoslaves (conversation et grammaire). Les Éditions internationales, Paryż 1937.
- Vie et coutumes du peuple serbe w: „Etnographie” No.17/18 (1928), s. 9–29.
- Costume national de Tzrna Gora de Skoplyé. Société d’ethnographie de Paris, Paryż 1936.

Tłumaczenia
- Piotr II Petrowić-Niegosz: Górski wieniec, Berger-Levrault, Paryż 1917

Redakcja
- Vuk Stefanović Karadžić: Contes populaires serbes. Recueillis d’après Vouk Karadjitch par Divna Vékovitch, avec la collaboration de M. Ginier. Editions Internationales, Paryż 1934